# Balta perpallida
Balta perpallida är en kackerlacksart som beskrevs av Morgan Hebard 1943. Balta perpallida ingår i släktet Balta och familjen småkackerlackor. Inga underarter finns listade.